# Ann Parker Bowles
Dame Ann Parker Bowles DCVO CBE (nascida Ann de Trafford; 14 de julho de 1918 -22 de janeiro de 1987) foi uma aristocrata britânica e líder do Bandeirantismo. Através de seu filho mais velho Andrew, ela era a ex-sogra de Camilla Shand que mais tarde tornou-se a duquesa de Cornualha.

## Início de vida
Ann nasceu em Londres, filha mais velha do multimilionário dono de cavalos de corrida Sir Humphrey de Trafford, 4.º Bt. e da Lady Cynthia Hilda Evelyn Cadogan, filha de Henry Cadogan, Visconde Chelsea. Ann continuou a aderir à religião de sua família, o catolicismo romano. 

## Casamento e Filhos
Em 14 de fevereiro de 1939, ela casou-se com Derek Henry Parker Bowles, filho de Eustace Parker Bowles (nascido Eustace Parker) e Wilma Maria Garnault Bowles, única filha de Sir Henry Ferryman Bowles, 1.º Baronete. Eles tiveram quatro filhos:
- Andrew Henry Parker Bowles (n. 27 de dezembro de 1939)
- Simon Humphrey Parker Bowles (n. 6 de novembro de 1941)
- Maria Ann Parker Bowles (n. 9 de junho de 1945)
- Ricardo Eustace Parker Bowles (7 de novembro de 1947 - 29 de novembro de 2010)

Seu filho mais velho Andrew foi o primeiro marido de Camilla Shand que mais tarde tornou-se a duquesa de Cornualha em seu casamento com o príncipe de Gales.